# Whitefield
Whitefield város az USA Maine államában, Lincoln megyében. Lakosainak száma 2408 fő (2020. április 1.).

## Népesség
A település népességének változása:

| 2010 | 2 300 |
| 2020 | 2 408 |